# Де Лука, Майкл
Майкл Де Лука (англ. Michael De Luca, 13 августа 1965, Бруклин, Нью-Йорк, США) — американский продюсер, сценарист и актёр.
Де Лука родился и вырос в Бруклине, Нью-Йорке. В возрасте 17 лет поступил в Нью-Йоркский университет. В 1984 году начал работать в качестве стажера в кинокомпании New Line Cinema, вскоре он поднялся по карьерной лестнице, во многом благодаря своему наставнику Роберту Шэю. В 1988 году Де Лука дебютировал в качестве ассоциированного продюсера в фильме «Кожаное лицо: Резня бензопилой по-техасски 3». Также в 1988 году выступил соавтором эпизода сериала «Кошмары Фредди». В 1991 году спродюсировал и написал сценарий для художественного фильма «Фредди мёртв. Последний кошмар». В 1995 году спродюсировал и написал сценарий для фильма «В пасти безумия», снятый американским режиссёром Джоном Карпентором. Сценарий фильма основан на произведениях Говарда Филлипса Лавкрафта и Стивена Кинга.
После ухода из New Line Cinema, Де Лука становится производственным директором в кинокомпании Dreamworks (2001—2004 годы). Позже Де Лука создал свою собственную продюсерскую компанию «Michael De Luca Productions».

## Фильмография
| Год        |   | Русское название                            | Оригинальное название                 | Должность           |
| ---------- | - | ------------------------------------------- | ------------------------------------- | ------------------- |
| 1987       | ф | Косильщик лужаек                            | The Lawnmower Man                     | сценарист           |
| 1988—1990  | с | Кошмары Фредди                              | Freddy’s Nightmares                   | сценарист           |
| 1991       | ф | Фредди мёртв. Последний кошмар              | Freddy’s Dead: The Final Nightmare    | продюсер, сценарист |
| 1992       | ф | Под прикрытием                              | Deep Cover                            | продюсер            |
| 1993       | ф | Заряженное оружие                           | Loaded Weapon 1                       | продюсер            |
| 1994       | ф | Маска                                       | The Mask                              | продюсер            |
| 1995       | ф | В пасти безумия                             | In the Mouth of Madness               | продюсер, сценарист |
| 1995       | ф | Судья Дредд                                 | Judge Dredd                           | сценарист           |
| 1996       | ф | Герой-одиночка                              | Last Man Standing                     | продюсер            |
| 1996       | ф | Долгий поцелуй на ночь                      | The Long Kiss Goodnight               | продюсер            |
| 1997       | ф | Темнокожие американские принцессы           | B*A*P*S                               | продюсер            |
| 1997       | ф | Свидание на одну ночь                       | One Night Stand                       | продюсер            |
| 1997       | ф | Ночи в стиле буги                           | Boogie Nights                         | продюсер            |
| 1997       | ф | Плутовство                                  | Wag the Dog                           | продюсер            |
| 1998       | ф | Темный город                                | Dark City                             | продюсер            |
| 1998       | ф | Затерянные в космосе                        | Lost in Space                         | продюсер            |
| 1998       | ф | Блэйд                                       | Blade                                 | продюсер            |
| 1998       | ф | Плезантвиль                                 | Pleasantville                         | продюсер            |
| 1998       | ф | Американская история X                      | American History X                    | продюсер            |
| 1999       | ф | Остин Пауэрс: Шпион, который меня соблазнил | Austin Powers: The Spy Who Shagged Me | продюсер            |
| 1999       | ф | Обнаженные тела                             | Body Shots                            | продюсер            |
| 1999       | ф | Холостяк                                    | The Bachelor                          | продюсер            |
| 1999       | ф | Магнолия                                    | Magnolia                              | продюсер            |
| 1999 —2007 | с | Клан Сопрано                                | The Sopranos                          | актёр               |
| 2000       | ф | Заблудшие души                              | Lost Souls                            | продюсер            |
| 2000       | ф | Тринадцать дней                             | Thirteen Days                         | продюсер            |
| 2001       | ф | Кокаин                                      | Blow                                  | продюсер            |
| 2001       | ф | Я — Сэм                                     | I Am Sam                              | продюсер            |
| 2001       | ф | Жизнь как дом                               | Life as a House                       | продюсер            |
| 2001       | ф | Вышибалы                                    | Knockaround Guys                      | продюсер            |
| 2001       | ф | Час пик 2                                   | Rush Hour 2                           | продюсер            |
| 2001       | ф | Сказочник                                   | Storytelling                          | продюсер            |
| 2001       | ф | Город и деревня                             | Town & Country                        | продюсер            |
| 2002       | ф | Беги, Ронни, беги                           | Run Ronnie Run                        | продюсер            |
| 2002       | ф | Симона                                      | S1m0ne                                | продюсер            |
| 2002       | ф | Кто убил Виктора Фокса                      | Unconditional Love                    | продюсер            |
| 2002       | ф | Шоссе                                       | Highway                               | продюсер            |
| 2002       | ф | Блэйд II                                    | Blade II                              | продюсер            |
| 2002       | ф | Джон Кью                                    | John Q                                | продюсер            |
| 2003       | ф | Одиночка                                    | A Man Apart                           | продюсер            |
| 2005       | ф | Затура: Космическое приключение             | Zathura: A Space Adventure            | продюсер            |
| 2006       | ф | Путь                                        | The Way                               | продюсер            |
| 2007       | ф | Призрачный гонщик                           | Ghost Rider                           | продюсер            |
| 2008       | ф | Двадцать одно                               | 21                                    | продюсер            |
| 2007       | ф | Секс Гуру                                   | The Love Guru                         | продюсер            |
| 2009       | ф | Братья                                      | Brothers                              | продюсер            |
| 2010       | ф | Кашмир                                      | Kashmir                               | продюсер            |
| 2010       | ф | В поисках Теда Демми                        | In Search of Ted Demme                | актёр               |
| 2010       | ф | Социальная сеть                             | The Social Network                    | продюсер            |
| 2011       | ф | Пастырь                                     | Priest                                | продюсер            |
| 2014       | ф | Дракула                                     | Dracula Untold                        | продюсер            |